# Chronische myelomonozytäre Leukämie
Die chronische myelomonozytäre Leukämie (CMML) ist eine bösartige Erkrankung des blutbildenden Systems. Sie wurde früher zu den myelodysplastischen Syndromen (MDS) gezählt, hat in einigen Aspekten jedoch Ähnlichkeit mit einer Myeloproliferativen Neoplasie (MPN), z. B. der chronischen myeloischen Leukämie (CML), so dass sie in der WHO-Klassifikation der hämatologischen Neoplasien von 2008 als „MDS/MPN“ geführt wird.

## Inzidenz, Klinische Erscheinungsformen, Symptome
Genaue Zahlen zur Inzidenz existieren nicht. Die CMML ist jedoch sicher eine seltene Erkrankung mit geschätzt ca. 1–3 Neuerkrankungen pro Jahr und 100.000 Personen. Sie tritt praktisch ausschließlich im höheren Lebensalter auf und das mittlere Erkrankungsalter liegt bei ca. 55–65 Jahren. Etwa die Hälfte der Patienten weist zum Zeitpunkt der Diagnosestellung eine normale oder sogar erniedrigte Leukozytenzahl im Blut auf. Bei der anderen Hälfte ist die Leukozytenzahl erhöht. Immer ist jedoch eine absolute Vermehrung der Monozyten (>1000/µl) im peripheren Blut nachweisbar (Diagnosekriterium, s. u.). Splenomegalie (Milzvergrößerung) und/oder Hepatomegalie (Lebervergrößerung) sind häufig (aber nicht immer) zu finden. Die Beschwerden der Patienten sind meist relativ uncharakteristisch: ungewollter Gewichtsverlust, allgemeine Schwäche (fatigue), Fieber, Nachtschweiß, u. U. Blutungsneigung (bei Thrombopenie). Die Diagnose wird letztlich gestellt aufgrund von klinischen Erscheinungsformen, dem (mehrfach in größerem zeitlichem Abstand angefertigten) Differentialblutbild und einer Knochenmarkuntersuchung.

## Krankheitsdefinition, Ursachen
Die CMML ist eine klonale Erkrankung, die ihren Ausgang von einer genetisch veränderten Knochenmarkstammzelle nimmt. Die Abkömmlinge dieser maligne entarteten Stammzelle breiten sich im Knochenmark aus, verdrängen dort die gesunde Blutbildung und erscheinen schließlich auch im peripheren Blut. Die Ursachen und die Natur der genetischen Veränderungen bei CMML sind bisher nur unzureichend verstanden. Es wurden einige genetische Veränderungen identifiziert, die jedoch nur bei einem Teil der Patienten zu finden sind.

## Diagnostische Kriterien der WHO
Ein Expertengremium der Weltgesundheitsorganisation (WHO) hat die folgenden 4 Kriterien für die Diagnosestellung einer CMML formuliert:
- Monozytose im peripheren Blut >1 × 109/l bzw. >1000/µl (Normalwert <800/µl)
- weniger als 20 % Blasten (= Myeloblasten, Monoblasten und Promonozyten) im Knochenmark
- kein Nachweis des BCR-ABL-Onkogens bzw. Philadelphia-Chromosoms
- Dysplasien in einer oder mehreren Reihen der Myelopoese (Erythropoese, Granulopoese, Megakaryopoese)

Für die Diagnosestellung müssen alle 4 Kriterien erfüllt sein. Wenn nur 3 von diesen 4 Kriterien erfüllt sind, ergeben sich meist andere Diagnosen:
- wenn ein Philadelphia-Chromosom oder BCR-ABL nachweisbar ist, lautet die Diagnose nicht CMML, sondern CML
- wenn der Monozytenanteil unter 1000/µl liegt, die anderen Kriterien aber erfüllt sind, wäre eher die Diagnose eines anderen myelodysplastischen Syndroms zu stellen
- wenn mehr als 20 % Blasten im Knochenmark vorliegen, lautet die Diagnose „akute myeloische Leukämie“.

Die WHO hat in ihren Diagnosekriterien allerdings eingeräumt, dass die Diagnose CMML auch dann gestellt werden kann, wenn keine Dysplasien nachweisbar sind, die anderen Kriterien aber erfüllt sind und insbesondere die Monozytose ohne eine erkennbare äußere Ursache seit mindestens 3 Monaten besteht.
Die WHO-Klassifikation von 2001 und 2008 hat eine noch feinere Einteilung in zwei Untergruppen versucht:
- CMML-1: weniger als 5 % Blasten im peripheren Blut und weniger als 10 % Blasten im Knochenmark
- CMML-2: 5–19 % Blasten im peripheren Blut und 10–19 % Blasten im Knochenmark.

Außerdem wurde vorgeschlagen, bei einer Eosinophilenzahl im peripheren Blut von >1500/µl den Annex „mit Eosinophilie“ anzuhängen (also CMML-1 oder CMML-2 mit Eosinophilie).
In einer retrospektiven Auswertung des Düsseldorfer MDS-Registers ergab sich, dass die beiden Gruppen CMML-1 und CMML-2 eine unterschiedliche Prognose in Hinsicht auf das Gesamtüberleben und das Risiko einer Progression der Erkrankung in Richtung akuter myeloischer Leukämie haben. Die Klassifikation der CMML bleibt aber weiterhin im Fluss und wird sicherlich in der Zukunft weitere Änderungen erfahren.

## Therapie
Azacitidin ist für die chronische myelomonozytäre Leukämie mit 10 – 29 % Knochenmarkblasten ohne myeloproliferative Störung zugelassen.